# Åryd
Åryd er et byområde i Växjö kommun i Kronobergs län i Sverige. I 2010 var indbyggertallet 336.